# Mary Gilchrist
Pour les articles homonymes, voir Gilchrist.
Mary Dinorah Gilchrist (née le 4 juin 1882 à Rutherglen, en Écosse - morte le 14 janvier 1947 à Édimbourg) est une joueuse d'échecs écossaise, championne d'Ecosse et de Grande-Bretagne à plusieurs reprises.

## Biographie
Mary Gilchrist est née à Rutherglen de Mary Cameron et John Gilchrist, un marchand de plumes d'autruche et lui-même joueur d'échecs. Elle meurt le 14 janvier 1947 à Édimbourg. On sait très peu de choses sur sa vie en dehors du jeu d'échecs. Sur son certificat de décès, elle est décrite comme pâtissière.

## Palmarès
Mary Gilchrist commence à jouer aux échecs au Glasgow Ladies Chess Club. Elle emménage ensuite à Édimbourg où elle rejoint le Edinburgh Ladies Chess Club et devient une joueuse de premier plan. Elle est plusieurs fois championne d'Ecosse féminine, en 1921, 1922, 1923 et 1938,. Elle remporte deux fois le championnat d'échecs de Grande-Bretagne en 1929 et 1934.
Mary Gilchrist représente l'Écosse au championnat du monde d'échecs féminin. Lors de la quatrième édition de ce championnat, qui s e déroule à Folkestone en 1933, elle se hisse sur la troisième arche du podium. Elle participe également à sa sixième édition, qui se déroule à Stockholm en 1937, et où elle partage la huitième place. Ces deux éditions sont gagnées par Vera Menchik.

## Présidence de laScottich Ladies Chess Association
Lors de la fusion de la Scottish Ladies Chess Association avec la Scottish Chess Association (SCA), Mary Gilchrist est l'une des quatre femmes à devenir présidente de la SCA. Elle est en fonction de novembre 1937 à avril 1938. Elle est également nommée membre à vie de la fédération britannique des échecs.